# 7572 Znokai
7572 Znokai eller 1989 SF är en asteroid i huvudbältet som upptäcktes den 23 september 1989 av de båda japanska astronomerna Kazuro Watanabe och Kin Endate vid Kitami-observatoriet. Den är uppkallad efter den japanska organisationen Z-no-kai.
Asteroiden har en diameter på ungefär 5 kilometer.